# Aion (mytologi)
Den här artikeln handlar om guden Aion. För andra betydelser, se Aion (olika betydelser).

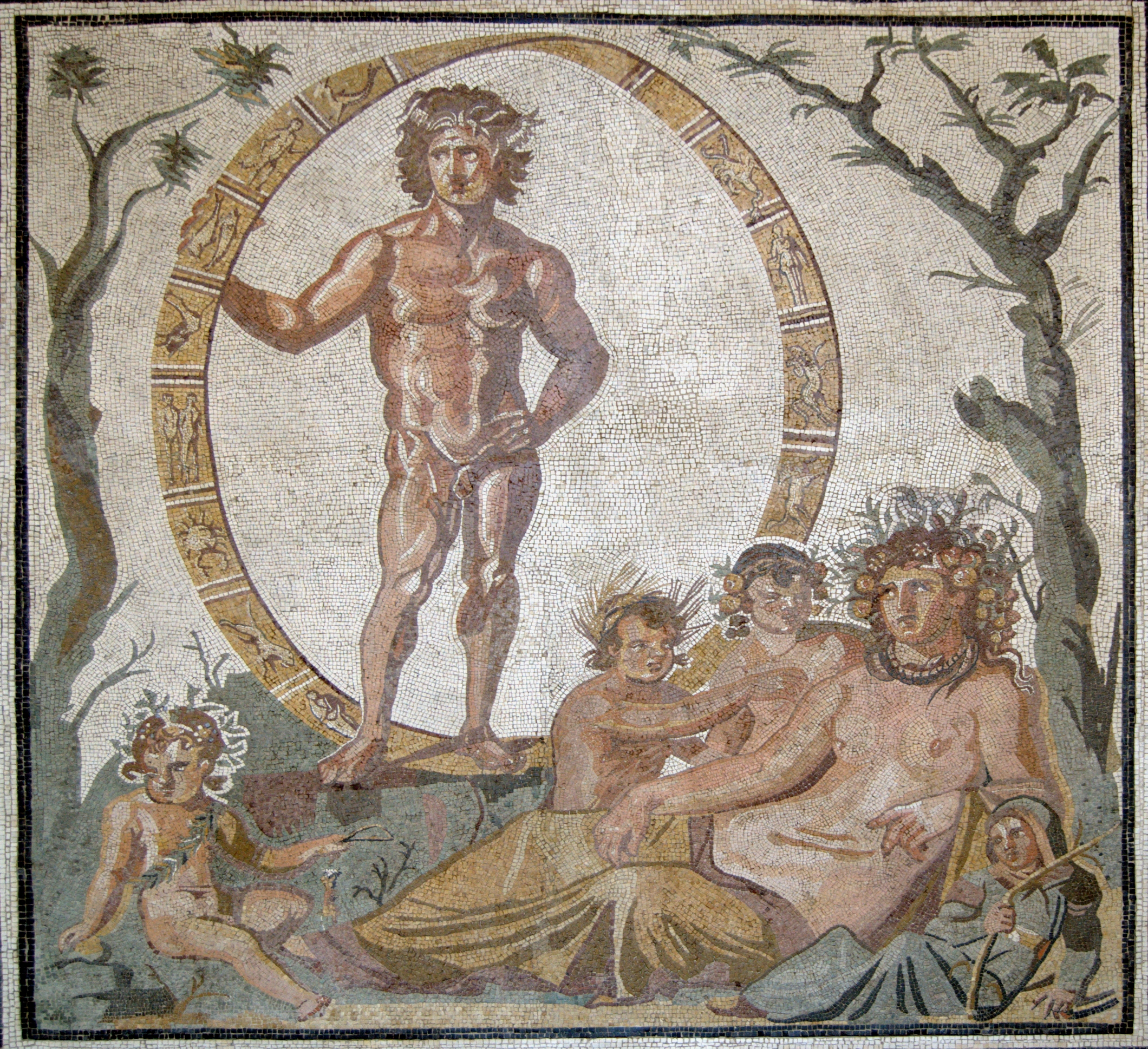
Aion i ett möbiusband prytt med zodiaken på antik mosaik. Finns på Glyptothek i München.

Aion i grekisk mytologi, eller Eon i romersk mytologi, var (i synnerhet orfisk religion och senantik religion) en personifikation av evigheten och tiden. Hans exakta släktförhållanden varierade mellan olika teogonier.